# Zac Goldsmith
Frank Zacharias Robin (Zac) Goldsmith, Baron Goldsmith van Richmond Park (Londen, Engeland, 20 januari 1975) is een Brits politicus van de Conservative Party, hij is sinds 24 juli 2019 onderminister voor Milieu en Ontwikkelingssamenwerking in het kabinet-Johnson. Eerder was hij van 2010 tot 2016 en van 2017 tot 2019 lid van het Lagerhuis voor Richmond Park. Op 6 januari 2020 werd Goldsmith benoemd als baron en werd lid van het Hogerhuis.

## Biografie

### Jeugd
Goldsmith is het middelste kind van Sir James Goldsmith en zijn derde echtgenote, de aristocrate Lady Annabel Vane-Tempest-Stewart. Hij groeide met zijn zus Jemima en zijn broer op in Ormeley Lodge in Ham. Goldsmith ging naar verschillende scholen: King's House School in Richmond, The Mall School in Twickenham, Hawtreys School bij Great Bedwyn in Wiltshire en naar Eton College in Berkshire; Hij moest deze school verlaten nadat er drugs in zijn kamer gevonden waren. Later behaalde hij zijn eindexamen op het Cambridge Centre for Sixth-form Studies.

### Politieke carrière
Van 1998 tot 2007 was hij eindredacteur bij het tijdschrift The Ecologist magazine nadat zijn oom en eigenaar van het tijdschrift Edward Goldsmith het cadeau had gegeven aan hem. In 2005 werd hij aangesteld als vicevoorzitter van de Conservative Quality of Life Policy Group; in 2007 was hij mede-auteur van het report dat de organisatie produceerde.
In 2006 werd Goldsmith op een "A-List" van mogelijke kandidaten voor de Conservative Party geplaatst. In maart 2007 werd hij geselecteerd als kandidaat voor de Conservatieven om het op te nemen tegen Susan Kramer - de kandidaat van de Liberal Democrats - voor de zetel van het kiesdistrict Richmond Park. Bij de Britse Lagerhuisverkiezingen in 2010 werd hij met een meerderheid van 4.091 stemmen in het Britse Lagerhuis gekozen. Bij de Britse Lagerhuisverkiezingen van 2015 won Goldsmith wederom van een opponent van de Liberal Democrats.

### Kandidaat voor het burgemeesterschap van Londen
Op 9 juni 2015 kondigde Goldsmith aan dat hij mee wilde doen aan de interne verkiezingen van de Conservatieve partij om de kandidaat te worden voor het burgemeesterschap van Londen. Op 2 oktober werd Goldsmith inderdaad geselecteerd als de officiële kandidaat voor de Conservative Party. Bij de verkiezingen voor het burgemeesterschap van Londen op 5 mei 2016 nam Goldsmith het op tegen 11 andere kandidaten, waaronder Sadiq Khan van de Labour Party (Verenigd Koninkrijk). Khan won met 57% van de stemmen. Na afloop van de stemmingen werd Goldsmith door diverse politici uit zijn eigen partij aangevallen over zijn islamofobe campagne tegen Khan.

### Onafhankelijke
Op 25 oktober 2016 stapte hij op uit zijn partij. De reden was de beslissing van de regering om de luchthaven van London Heathrow Airport uit te breiden. Zijn zetel werd herkiesbaar gesteld, en Goldsmith verloor deze van Sarah Olney.

### Terugkomst als Conservative
In maart 2017 werd Goldsmith weer geselecteerd als kandidaat voor de Conservatieven voor de zetel van het kiesdistrict Richmond Park. Bij de Britse Lagerhuisverkiezingen in 2017 werd hij met een meerderheid van maar 45 stemmen in het Britse Lagerhuis gekozen. In de eerste regering van Boris Johnson werd hij staatssecretaris voor milieu en internationale ontwikkeling. Bij de Lagerhuisverkiezingen van 12 december 2019 verloor hij zijn zetel weer aan de Liberal Democrats.
Enkele dagen na de verkiezingen werd bekendgemaakt dat Goldsmith in de adelstand zou worden verheven; hij zou een zetel krijgen in het Hogerhuis en op die manier lid van de regering kunnen blijven. Op 6 januari 2020 werd Goldsmith benoemd als baron Goldsmith van Richmond Park en werd lid van het Hogerhuis.

## Privéleven
Goldsmith trouwde in 1999 met Shaharazade Venture-Bentley. Ze scheidden in 2009. Samen hebben ze twee dochters en een zoon. In maart 2013 trouwde hij met Alice Miranda Rothschild. Zij hebben een dochter en een zoon.
- Gemeinsame Normdatei: 1207165751
- International Standard Name Identifier: 0000 0001 1001 6813
- Library of Congress Control Number: no2009189926
- Nederlandse Thesaurus van Auteursnamen: 423352776
- Système universitaire de documentation: 128459778
- Virtual International Authority File: 300452260
- WorldCat: E39PBJbxJx9T66DDxRMbvprH4q